# Pixelfed
Pixelfed — це безкоштовна соціальна мережа для обміну зображеннями з відкритим вихідним кодом. Це децентралізована мережа, тому дані користувачів не зберігаються на центральному сервері, на відміну від інших платформ. 
Pixelfed використовує протокол ActivityPub, який дозволяє користувачам взаємодіяти з іншими соціальними мережами в рамках протоколу, такими як Mastodon, PeerTube і Friendica. Використання цього протоколу робить Pixelfed частиною Федіверс. Мережа складається з декількох незалежних сайтів, які спілкуються між собою, що приблизно можна порівняти з провайдерами електронної пошти. Учасники не обов'язково повинні бути зареєстровані в одного провайдера, але все одно можуть спілкуватися один з одним. Таким чином, користувачі можуть зареєструватися на будь-якому сервері і стежити за іншими на інших сайтах.
Подібно до Mastodon, Pixelfed реалізує хронологічні часові рамки без алгоритмів маніпуляції контентом. Він також прагне бути орієнтованим на конфіденційність без сторонньої аналітики та відстеження. Pixelfed за бажанням організовує свої медіа за гештеґами, геотегами та вподобаннями на основі кожного сервера. Це також дозволяє розрізняти аудиторію трьома способами і на основі кожного допису: лише підписники, публічні та незареєстровані. Як і деякі інші соціальні платформи, Pixelfed дозволяє блокувати акаунти, коли підписники мають бути попередньо схвалені власником.
Сервер, який підтримує головний розробник Pixelfed, вимагає, щоб користувачі були старше 16 років. Обмеження відрізняються у різних інстансах.
Pixelfed підтримує двофакторну автентифікацію за допомогою мобільних застосунків TOTP, таких як: 1Password, Authy Authenticator, LastPass Authenticator, Google Authenticator і Microsoft Authenticator.

## Функції
Pixelfed має функції обміну фотографіями, подібні до сервісу Instagram, що належить Meta Platforms. Користувачі можуть публікувати фотографії, історії та колекції  через незалежну, розподілену та об'єднану фотоспільноту у вигляді підключених екземплярів Pixelfed. Будь-які дописи від користувачів одного екземпляра Pixelfed з'являтимуться у локальній стрічці, тоді як дописи від інших екземплярів Fediverse будуть доступні у глобальній стрічці. Головна стрічка показуватиме дописи користувачів, за якими ви стежите. "Цікаво" показує зображення, які можуть зацікавити користувачів.
Кожна публікація може містити максимум 10 фотографій або відео. Pixelfed має деякі функції Mastodon, зокрема, акцент на пошуку контенту та попередженнях про контент.
Користувачі можуть публікувати до 6 гігабайт, залежно від інстанції. Розробка офіційних застосунків для Android та iOS все ще триває.
Найпопулярнішим сервером Pixelfed є pixelfed.social з 54 200 користувачами. Наступний за популярністю англомовний сервер, shared.graphics, має спільноту з 1 250 користувачів.